# Guilty Gear XX
Guilty Gear XX (яп. ギルティギア イグゼクス Гирути Гиа Игудзэкусу), в некоторых локализованных версиях известна как Guilty Gear X2 — видеоигра, третья в серии двухмерных файтингов Guilty Gear. Она была разработана японским геймдизайнером Да́йсукэ Исиватари и компанией «Arc System Works». Guilty Gear XX вышла в Японии в мае 2002 года на аркадных автоматах, и в том же году — на платформе PlayStation 2. С этого времени было выпущено четыре исправленных версии игры, которые в ряде случаев содержали значительные изменения. Эти версии издавались в США, Китае, Южной Корее и Европе, одна из них была издана в том числе в России и странах СНГ.
Guilty Gear XX, как и все предыдущие игры серии, является файтингом, в котором игроку предлагается выбрать одного из двадцати различных персонажей и побороться на арене с противником из числа тех же персонажей. Игра предоставляет несколько различных режимов, где можно играть как против компьютера, так и против другого человека.
Выход Guilty Gear XX в 2002 году был воспринят как знак того, что жанр двухмерных файтингов, среди которых на тот момент давно не появлялось новых и интересных игр, по-прежнему существует и успешно развивается. Guilty Gear XX была отмечена за красивое графическое оформление, отрисовку персонажей в аниме-стиле и музыкальное сопровождение в жанре хард-рок.

## Игровой процесс
После выбора одного из доступных персонажей игроку предлагается победить противника в бою, состоящем из нечётного количества раундов.
Против оппонента можно использовать удары разной степени мощности, броски и комбинации ударов (комбо), выполняемые движениями джойстика и нажатиями на кнопки управления.
Персонажи могут быть безоружными или иметь холодное оружие, однако Guilty Gear XX нельзя считать «файтингом с оружием» (англ. weapons-based fighting), какими являются, например, Samurai Shodown или Soulcalibur.
Главной особенностью подобных игр является то, что оружие включено в боевую систему и на него наложены определённые правила: его можно сломать, потерять или подобрать снова.
В Guilty Gear XX таких правил нет, и с точки зрения игровой механики безоружный и вооружённый персонажи абсолютно идентичны.
Метательное оружие в игре отсутствует, но тем не менее, некоторые персонажи способны бросать в оппонента различные предметы или сгустки энергии.
Игра использует вид от третьего лица: игрок видит своего персонажа полностью, равно как и персонажа противника. Поскольку Guilty Gear XX двухмерна, какое-либо управление камерой в ней не предусмотрено. Камера автоматически перемещается вслед за персонажами в пределах арены, на которой происходит бой. Арены в игре совершенно ровные и не имеют ни наземных, ни воздушных препятствий. Персонажи способны передвигаться только по ширине арен и только в определённых пределах. Отступать в глубину экрана они не могут.

### Режимы игры
Guilty Gear XX предлагает игроку 8 различных режимов:
Arcade Mode (Режим аркады) — бой с несколькими противниками поочерёдно, при этом в каждом новом раунде здоровье игрока восстанавливается. Последним противником в режиме аркады является босс.

Режим «Vs CPU», Кай Киске против Акселя Лоу: техника блокирования Faultless Defence окружает компьютерного противника зелёной сферой.

M.O.M. (Medal of Millionaire, Медаль миллионера) — в этом режиме из оппонентов при ударах вываливаются медальки, которые нужно подбирать для набора очков. Линейка жизней игрока переносится между раундами и не восстанавливается, но при наборе определённого количества очков вместо медалей попадаются предметы, позволяющие немного пополнить запас здоровья.
Survival Mode (Игра на выживание) — в этом режиме игрок, нанося удары противнику, набирает не очки, а уровни. Каждые 20 уровней (всего их 999) текущий бой прекращается, и появляется специальный противник. Сложность прохождения игры в этом режиме постепенно повышается.
Mission Mode (Режим миссии) — включает «запрограммированые» бои: игрок должен победить определённого персонажа, управляемого компьютером, играя за заранее заданного персонажа. При этом у игрока может присутствовать значительный гандикап, например, сильно уменьшенное количество здоровья, невозможность прыгать или использовать определённые виды атак.
Story Mode (Режим истории) — единственный режим, в котором раскрывается сюжет игры и развиваются индивидуальные сюжетные линии персонажей. Режим истории состоит из заранее заданных боёв, перемежаемых диалогами. У каждого персонажа имеется по 3 разных концовки истории, получение которых зависит от условий победы в том или ином бою (кроме секретного персонажа Джастис, у которой концовка только одна).
Training Mode (Тренировка) — режим тренировки, в котором можно регулировать поведение противника и отрабатывать на нём удары.
Vs CPU (Против компьютера) — игра против персонажа, управляемого компьютером.
Vs 2P (Против человека) — игра против другого игрока.
Помимо перечисленных режимов, в главном меню игры присутствует пункт Gallery (Галерея). В галерее находятся изображения, которые игрок может увидеть, успешно пройдя тот или иной режим.

### Боевая система
В боевой системе Guilty Gear XX сохранены практически все особенности, характерные для предыдущей игры, Guilty Gear X. Персонажи начинают бой с одинаковым количеством здоровья, но разнятся по чувствительности к ударам. За основные атаки в игре отвечают 4 кнопки: удар рукой (P — Punch), удар ногой (K — Kick), взмах оружием (S — Slash), сильный взмах оружием (HS — Heavy Slash). Все персонажи способны выполнять броски, у всех есть возможность сделать оппоненту подсечку. Особенности передвижения полностью повторяют предыдущие игры: три вида прыжков, различающихся по высоте, и рывки на земле (Dash) и в воздухе (Air Dash) присутствовали ещё в оригинальной Guilty Gear. Блокирование ударов в игре выполняется простым отходом назад.

Андзи Мито применяет против Байкен суперприём.

Помимо обычных атак, каждый персонаж владеет довольно значительным набором специальных и суперприёмов — в среднем по 8-10 атак на персонажа. Суперприёмы, которые, как и прежде, называются Overdrive, отличаются от специальных мощностью, а также тем, что при выполнении расходуют 50 % энергии, запасённой в энергетической шкале (Tension), которая отображается внизу экрана. Бо́льшая часть полезных техник атаки и защиты использует энергетическую шкалу и, таким образом, оказывается сильно зависимой от неё. От шкалы Tension зависит и возможность выполнения приёма, гарантированно убивающего противника в случае попадания (Instant Kill). Перед его выполнением шкала превращается в таймер, который быстро убывает, а если энергия в шкале заканчивается, начинает убывать линейка здоровья персонажа. После выполнения приёма игрок теряет энергетическую шкалу до конца раунда независимо от того, попал он по оппоненту или промахнулся. Это делает Instant Kill, при огромном его достоинстве, — убийстве сколь угодно сильного противника одним ударом — довольно рискованной атакой.
Нововведением в Guilty Gear XX по сравнению с предыдущими играми серии стала шкала Burst (отображается в виде букв «BURST» под линейкой жизней). Эта шкала заполняется по тем же принципам, что и Tension, но служит для других целей. Burst-атака при попадании по противнику позволяет либо мгновенно заполнить собственную линейку Tension, либо прервать любую атаку оппонента и получить возможность нанести собственный удар. Изменениям подверглась и техника прерывания приёмов под названием Roman Cancel, существовавшая ещё в предыдущей игре, Guilty Gear X, и позволявшая игроку потратить половину энергетической шкалы на прерывание анимации любой своей атаки. Такое действие позволяет немедленно атаковать снова, не давая противнику поставить блок. Возможность прервать любой приём в любой момент, даже ценой половины шкалы Tension, может оказаться очень полезной в бою и является до некоторой степени уникальной среди игр подобного жанра. Обычно в файтингах прерывать можно только определённые удары и только в определённый момент (исключение составляет Soulcalibur, где момент прерывания не задан жёстко). В Guilty Gear XX техника Roman Cancel была дополнена ещё одной — False Roman Cancel. False Roman Cancel расходует только четверть энергетической шкалы, но является гораздо более трудной для выполнения.
Guilty Gear XX поощряет агрессивный стиль ведения боя, а за чрезмерно оборонительные тактики — наказывает. В частности, важнейшая после линейки жизней шкала Tension заполняется тем быстрее, чем больше агрессивных действий совершает игрок: от атаки противника до простого передвижения в его сторону. Если же игрок постоянно отступает или большую часть времени находится в блоке, его шкала Tension обнуляется. Применяется и ещё один способ наказать тех, кто предпочитает отсидеться в обороне. Шкала Guard (отображается в виде маленькой розовой полоски под линейкой жизней) заполняется в то время, когда игрок блокирует удары, и чем больше она заполнена, тем больше здоровья отнимет удар противника, достигший цели. Когда же игрок получает удары, шкала Guard убывает, соответственно, с каждым последующим ударом убывает и наносимый игроку ущерб. Это позволяет уравнивать шансы оппонентов: игрок, даже попав под очень мощное комбо, имеет шанс сохранить определённое количество здоровья и продолжить бой.

## Сюжет

Режим «Story Mode»: диалог персонажей.

Guilty Gear XX продолжает общий сюжет игровой серии, действие которой происходит в вымышленном мире будущего, населённом людьми и магически трансформированными существами — Механизмами (Gears), способными функционировать только под руководством Механизма командного типа (command-type Gear). Предводительница Механизмов Джастис начала войну против человечества, продлившуюся сотню лет, но в итоге была уничтожена. Через несколько лет появились слухи о появлении нового Механизма командного типа, которым оказалась девушка Диззи, не желавшая никому зла. Диззи приютили воздушные пираты, а официальные власти, обнаружив, что угроза исчезла, прекратили преследовать девушку.
История Guilty Gear XX начинается через несколько недель после описанных событий. После исчезновения Диззи из поля зрения властей начинает свою деятельность загадочная организация под названием Бюро Послевоенного Устройства. Эта организация занимается поиском и уничтожением Механизмов, потомков японцев и тех, кто способен пользоваться в бою энергией ки. Для реализации своих целей организация создала множество одинаковых механических бойцов — Робо-Каев. Кроме того, появляются и другие теневые силы — в частности, создатель Механизмов, известный исключительно как Тот Человек, и его помощница И-Но. В этих условиях и вынуждены действовать все герои игры, добиваясь каждый своих целей. (Поскольку в Guilty Gear XX более двух десятков персонажей, и у каждого имеется собственная сюжетная линия с тремя различными концовками, описание их здесь не приводится.)

## Персонажи
Игры серии Guilty Gear были неоднократно отмечены критиками за очень необычную подборку персонажей и разнообразие их внешнего вида, боевого стиля и вооружения, которое у разных героев включало такие предметы как огромный корабельный якорь, бильярдный кий или даже собственные волосы. Guilty Gear XX в этом смысле не стала исключением, продолжив традиции серии. В игре имеется 23 персонажа-бойца: 20 обычных и 3 секретных. По сравнению с предыдущей игрой, Guilty Gear X, в Guilty Gear XX были добавлены 5 новых персонажей. Одна из них, И-Но, являющаяся боссом игры, доступна для выбора с самого начала. Этим И-Но отличается от всех предыдущих боссов серии, которые были секретными персонажами и требовали определённых действий от игрока, желавшего получить возможность играть за них (обычно достаточно было победить босса в заданном режиме). Помимо этого, в состав Guilty Gear XX вернулись два персонажа из первой игры, Guilty Gear, отсутствовавших в Guilty Gear X: Джастис и Клифф Андерсн.
Основные персонажи — 19 бойцов, доступных с начала игры:
- Сол Бэдгай (Sol Badguy) — главный герой[11], охотник за головами, грубоватый и резкий одиночка.
- Кай Киске (Ky Kiske) — молодой капитан полиции, вечный соперник Сола.
- Джонни (Johnny) — капитан команды воздушных пиратов «Медуза».
- Мэй (May) — девочка, состоящая в команде воздушных пиратов.
- Чипп Занафф (Chipp Zanuff) — ниндзя американского происхождения, разыскивающий убийц своего учителя.
- Потёмкин (Potemkin) — официальный представитель существующего в игровом мире государства под названием Летучий Контитент Зепп.
- Байкен (Baiken) — однорукая и одноглазая женщина-самурай, стремящаяся отомстить создателю Механизмов.
- Аксель Лоу (Axl Low) — невольный путешественник во времени, перенесённый из XX века в XXII.
- Фауст (Faust) — доктор, вооружённый огромным скальпелем.
- Андзи Мито (Anji Mito) — японец, странствующий по свету в поисках создателя Механизмов.
- Джем Курадобери (Jam Kuradoberi) — владелица ресторана, освоившая несколько восточных боевых искусств.
- Диззи (Dizzy) — дочь Джастис, как и она, являющаяся Механизмом командного типа.
- Тестамент (Testament) — приёмный сын Клиффа Андерсна, подвергшийся магической трансформации и ставший Механизмом.
- Эдди (Eddie) — в прошлом Зато-1, член Синдиката Убийц, обретший власть над собственной тенью и благодаря этому поднявшийся до позиции руководителя Синдиката. Однако разумная тень по имени Эдди лишила своего хозяина рассудка и завладела его телом.
- Миллия Рэйдж (Millia Rage) — женщина, ранее состоявшая в Синдикате, которая преследует Зато.
- Веном (Venom) — член Синдиката, желающий сохранить и расширить влияние этой организации в память о Зато.
- Слэйер (Slayer) — основатель Синдиката, отошедший от дел, но вернувшийся после падения Зато.
- Бриджет (Bridget) — мальчик, желающий доказать свою мужественность, поскольку родители воспитали его как девочку.
- Заппа (Zappa) — молодой австралиец, одержимый призраками.

Босс:
- И-Но (I-No) — помощница Того Человека, создателя Механизмов.

Секретные персонажи:
- Робо-Кай (Robo-Ky) — механический боец, которого Бюро Послевоенного Устройства сконструировало по образцу Кая Киске.
- Джастис (Justice) — предводительница Механизмов в войне против человечества.
- Клифф Андерсн (Kliff Undersn) — руководитель Священного Ордена, военного отряда, сражавшегося против Механизмов.

## Музыка
Музыкальным сопровождением для Guilty Gear XX занимался Дайсукэ Исиватари, автор идеи для всей серии игр, а также дизайнер и композитор. 
Саундтрек, написанный им, целиком состоит из композиций в жанрах хард-рок и хеви-метал. 
В записи принимала участие музыкальная группа, что не осталось незамеченным: игровые критики заявили, что «живая» музыка звучит лучше синтезированной на компьютере.
Во всех исправленных версиях игры саундтрек был сохранён. 
Только для корейской версии Guilty Gear XX#Reload музыку написал не Исиватари, а музыкант Син Хэ Чхоль, который сместил общий стиль композиций к жанру техно. 
Оригинальный саундтрек, состоявший из 37 композиций, вышел в Японии на двух дисках 24 июля 2002 года; корейский, из 48 дорожек, был выпущен 6 ноября 2003 года. Кроме того, в начале 2003 года в одном из клубов Токио прошло живое выступление музыкантов, участвовавших в записи японского саундтрека: они исполняли композиции, присутствовавшие в игре. 
После этого выступления в Японии 19 марта 2003 года был выпущен диск под названием «Guilty Gear XX Sound Alive», содержавший 22 дорожки.
Позже вышли ещё два альбома: «Guilty Gear XX in L.A. Vocal Edition» и «Guilty Gear XX in N.Y. Vocal Edition». Некоторые композиции на этих дисках содержали положенные на музыку слова (на всех остальных альбомах присутствовали только инструментальные треки).

## Отзывы критиков
| Сводный рейтинг    | Сводный рейтинг |
| Агрегатор          | Оценка          |
| ------------------ | --------------- |
| GameRankings       | 86,14 %         |
| Metacritic         | 87 %            |
| MobyRank           | 89 %            |
| Иноязычные издания |                 |
| Издание            | Оценка          |
| 1UP.com            | B+ (4+/5)       |
| ActionTrip         | 8,1/10          |
| CVG                | 9,0/10          |
| Eurogamer          | 8,2/10          |
| GameRevolution     | B+ (4+/5)       |
| GameSpot           | 8,0/10          |
| GameSpy            | 4,5/5           |
| IGN                | 9/10            |
| MobyGames          | 3,9/5           |
| Netjak             | 9,25/10         |

Многие игровые критики и рецензенты восприняли выход Guilty Gear XX как достойное, если не триумфальное, возвращение двухмерных файтингов на игровой рынок, где прочно обосновались трёхмерные игры того же жанра. Некоторые, кроме того, отдельно отмечали, что Guilty Gear XX не принадлежала авторству компаний «Capcom» и «SNK», доминировавших в сфере выпуска файтинг-игр, а следовательно, была свежей и оригинальной.
Одним из главных преимуществ игры называли очень красивую и аккуратную графику, стилизованную под аниме, а также быстроту действия, происходящего на экране (отрисовка качественной двухмерной графики с нужной скоростью — серьёзная техническая проблема, которая в Guilty Gear XX была успешно решена). Движок игры тоже не остался без внимания: критики отмечали, что, хотя новичкам не составит труда освоиться в игре, на изучение и грамотное применение всего арсенала возможностей и техник уйдёт много времени.
Сохранение игрового баланса представляет определённую трудность для создателей файтингов, поскольку обеспечение равных возможностей для победы двум или более десяткам персонажей с разными стилями боя является непростой задачей. Мнения критиков по поводу баланса Guilty Gear XX разделились: если одни называли её одним из самых сбалансированных файтингов, то другие, напротив, считали, что в игре присутствуют неоправданно сильные персонажи, которыми очень легко управлять, а это весьма негативно сказывается на игровом процессе. Впрочем, в следующей выпущенной модификации игры, Guilty Gear XX#Reload, была проведена очередная перебалансировка персонажей, после которой критики стали отмечать относительно равные силы всех героев.
Отдельной похвалы англоязычных критиков удостоился тот факт, что в локализованной для Америки версии игры было полностью сохранено японская озвучивание персонажей. Надписи, дублирующие реплики персонажей в некоторых режимах игры, были заменены английскими без возможности вернуться обратно к японским, но голоса остались нетронутыми. Из недостатков отмечали практически полное отсутствие сюжета и малое количество режимов для игры в одиночку: большая часть режимов рассчитана на игру двух человек одновременно.
В целом, Guilty Gear XX произвела благоприятное впечатление: несмотря на то, что технически игра не привнесла в жанр двухмерных файтингов новых идей (в плане игровой механики её часто сравнивали со Street Fighter II, которая вышла ещё в 1991 году), она, тем не менее, красиво смотрелась и была достаточно оригинальной и сбалансированной.

## Исправленные версии
Guilty Gear XX выдержала 4 редакции, в которых подвергался изменениям баланс игры, добавлялись новые персонажи и изменялся сюжет.

### Guilty Gear XX#Reload
| Guilty Gear XX#Reload | Guilty Gear XX#Reload                                      |
| Платформа             | Дата выхода                                                |
| --------------------- | ---------------------------------------------------------- |
| Sega Naomi            | 26 марта 2003                                              |
| PS2                   | 31 июля 2003 26 ноября 2004                                |
| Xbox                  | 29 апреля 2004 13 мая 2004 14 сентября 2004 26 ноября 2004 |
| ПК                    | 29 апреля 2004 6 декабря 2004 10 марта 2006                |
| PSP                   | 29 сентября 2005                                           |

| Сводный рейтинг | Сводный рейтинг |
| Агрегатор       | Оценка          |
| --------------- | --------------- |
| GameRankings    | 85,02 %         |

Guilty Gear XX #Reload: The Midnight Carnival («#Reload» читается как «Sharp Reload») вышла в 2003 году в Японии на аркадных автоматах Sega Naomi, после чего была выпущена в Китае, Южной Корее, Северной Америке и Европе. В американских и европейских локализациях игра носила название Guilty Gear X2#Reload. В этой версии была продолжена работа над балансом игры. Приёмы многих персонажей подверглись изменениям — от незначительной подгонки скорости анимации и наносимого ущерба до практически полной переделки. Персонаж Робо-Кай был переработан, отбалансирован и сделан обычным, а не секретным.
В версиях #Reload для разных платформ существовали отличия. Так, версия для PS2 не содержала режима истории (Story Mode), а в версии для Xbox присутствовала возможность сетевой игры.
Guilty Gear XX#Reload была выпущена на наибольшем количестве различных платформ из всех остальных версий Guilty Gear XX, и, в частности, является первой версией, портированной на PC для операционной системы Windows (версий для других систем у этой игры нет). Переносом Guilty Gear XX#Reload занималась японская компания «MediaKite». 
Все особенности консольных версий при портировании были сохранены, вследствие чего управление в #Reload осталось приставкоподобным (ориентированным на геймпад или джойстик), а оттого слабо подходящим для компьютерной клавиатуры.
В действительности существует две версии #Reload, так называемые «красная» и «синяя» (по цвету букв в слове «Reload» на логотипе игры). «Красная» версия содержала большое количество ошибок, и разработчики быстро заменили её «синей», в которой недостатки были устранены.
На территории России и СНГ европейскую версию игры для ПК (на английском языке, под названием Guilty Gear X2#Reload) распространяет компания «Новый диск».

### Guilty Gear XX /
| Guilty Gear XX Slash | Guilty Gear XX Slash       |
| Платформа            | Дата выхода                |
| -------------------- | -------------------------- |
| Sega Naomi           | 28 сентября 2005           |
| PS2                  | 13 апреля 2006 25 мая 2006 |

Guilty Gear XX /: The Midnight Carnival, называемая обычно Guilty Gear XX Slash, была выпущена на аркадных автоматах в Японии в 2005 году. Эта редакция игры претерпела более значительные изменения. В ней снова был переработан баланс, однако на этот раз дело не ограничилось обыкновенной подгонкой параметров атак. Некоторые персонажи приобрели совершенно новые приёмы, причём соотношение сил между персонажами сильно изменилось. Кроме того, в Guilty Gear XX Slash появились два новых героя: А.Б.А (A.B.A), которая была впервые представлена в ранее вышедшей игре Guilty Gear Isuka, и Сол из Священного Ордена (Holy Order Sol) — альтернативная версия Сола Бэдгая, полностью отличавшаяся от него внешним видом, набором атак, дизайном арены и музыкальной темой. Небольшие изменения были внесены в дизайн — арены всех персонажей были перерисованы.

### Guilty Gear XX Λ Core
| Guilty Gear XX Λ Core | Guilty Gear XX Λ Core        |
| Платформа             | Дата выхода                  |
| --------------------- | ---------------------------- |
| Sega Lindberg         | 20 декабря 2006              |
| PS2                   | 30 мая 2007 11 сентября 2007 |
| Wii                   | 26 июля 2007 16 октября 2007 |

| Сводный рейтинг | Сводный рейтинг |
| Агрегатор       | Оценка          |
| --------------- | --------------- |
| GameRankings    | 74,88 %         |

Guilty Gear XX Λ Core («Λ Core» читается «Accent Core») вышла в Японии на аркадных автоматах 20 декабря 2006 года, а на PlayStation 2 — 30 мая 2007 года. Версия игры для Wii была выпущена 26 июля того же года и поддерживала как классический способ управления (джойстик или геймпад), так и устройства ввода Wii: Wiimote и Nunchuk. В США игру выпустила американская компания «Aksys Games». Несмотря на то, что в японской версии для PS2 наблюдались многочисленные дефекты, «Aksys Games» взяла на себя труд исправить их в американской локализации игры.
В Accent Core персонажи приобрели новый тип атак под названием Force Break, при выполнении расходующих 25 % шкалы Tension. У большинства персонажей появились новые приёмы такого типа, для остальных в Force Break были превращены некоторые уже имеющиеся приёмы. Кроме того, в игре появилась возможность уходить от броска (во всех предыдущих играх это было невозможно), и атаки с необычными эффектами: например, противник, попавший под такую атаку, мог проехать некоторое расстояние по полу или на короткое время «прилипнуть» к стене. В Accent Core для каждого персонажа имеется три игровых режима, основанных на боевых системах Guilty Gear, Guilty Gear X и собственно Accent Core. Изменения коснулись и эстетической стороны игры: так, в игре используются полностью новые вступительный ролик и соответствующая ему музыкальная тема; все голоса, присутствующие в ней, были записаны заново или заменены ранее не использовавшимися записями, а статичные изображения персонажей, использующиеся в окне выбора бойца, были перерисованы.

### Guilty Gear XX Λ Core Plus
| Guilty Gear XX Λ Core Plus | Guilty Gear XX Λ Core Plus |
| Платформа                  | Дата выхода                |
| -------------------------- | -------------------------- |
| PS2                        | 28 марта 2008              |
| PSP                        | 24 июля 2008               |

Guilty Gear XX Λ Core Plus, представляющая собой улучшенную версию Guilty Gear XX Λ Core, вышла 28 марта 2008 года в Японии для платформы PlayStation 2. Игра была выпущена в двух вариантах, причём более дешёвый из них при загрузке требовал обязательного наличия диска с игрой. Боевая система предыдущей версии в Accent Core Plus модификациям не подверглась, за исключением незначительных перебалансировок. Состав персонажей тоже не претерпел радикальных изменений: в игру были вновь включены Клифф Андерсн и Джастис, отсутствовавшие в предыдущей ревизии, и добавлен один «вражеский» персонаж, за которого, впрочем, нельзя было играть. Зато полностью обновился режим истории (Story Mode): сюжет Accent Core Plus продолжает историю Guilty Gear XX, и все персонажи имеют собственные сюжетные линии, в которых подробно освещаются основные события мира Guilty Gear.

### Guilty Gear XX Λ Core Plus R
| Guilty Gear XX Λ Core Plus R      | Guilty Gear XX Λ Core Plus R                 |
| Платформа                         | Дата выхода                                  |
| --------------------------------- | -------------------------------------------- |
| RingEdge, PlayStation 3, Xbox 360 | 20 сентября 2012                             |
| PlayStation Vita                  | 19 марта 2013 14 февраля 2013 23 апреля 2013 |
| PlayStation 3                     | 7 августа 2013 3 марта 2014                  |
| Xbox 360                          | 11 октября 2013                              |
| ПК (Windows)                      | 26 мая 2015                                  |
| Nintendo Switch                   | 2018                                         |

Guilty Gear XX Λ Core Plus R, представляет собой улучшенную версию Guilty Gear XX Λ Core.